# 香港基教書院
香港基教書院（英語：Hong Kong Christian College），是一所昔日位於香港九龍尖沙咀赫德道8至10號、現已停辦的私立基督教學校。該校曾是一所政府買位學校，設有幼稚園、小學部及中學部。現址已改建為商業大廈及百樂門囍宴（尖沙咀分店）。

## 校政管理
歷任校監
- 1966年至1989年：林振聲 先生[6]

歷任校長
- 1966年至1968年：黃映然 先生[7][註 1]
- 1968年至？：林振聲 先生[8][註 2]
- 1976年至？：[9]：林東海 先生[10]
- 1970年代末至？：錢福年 先生[11]

歷任副校長
- 首任：Dennis L. Allen 先生（美籍人士）[12]
- 第二任：曹德泉 先生[8][註 3]
- 第三任：錢福年 先生[13]

## 學校歷史
香港基教書院於1966年由一位經營酒店的老闆、該校校監林振聲，因被神感動，於是出資一千多萬在酒店後的赫德道，興建了一幢設有升降機到課室的英文學校。該校分為上下午校，設有幼稚園、小學部及中學部；創校初期的校規嚴謹。在校園面積與建設方面，校舍佔地一萬呎，樓高十六層。當中包括了四十八間課室 、圖書館、化學、物理及生物實驗室、籃球場、語言室、禮堂、禮拜堂以及為紀念汕頭浸信會學院正副院長而設的「浸池」等設施。而在校內組織方面，則包括合唱團、口琴隊、交通安全隊、籃球隊和排球隊。其餘校園組織或學會計有棋藝組、編織學會、攝影組、中文話劇組、結他班、普通話班、絲綢印刷組、中國民族舞班、民歌小組、手工藝班、剪紙學會、英文話劇組、基督教初級與高級團契、地理學會、公益少年團、體育學會、拯溺學會以及少年警訊。
基教書院由創校至結校二十餘年間，1965年12月22日為其校慶日，由當年的美國哥倫比亞大學校長郭準（Grayson L. Kirk）與悉尼市長 John Armstrong 來到香港主持獻校儀式。1966年創校數年之內曾吸引教育界人士如時任崇基書院副校長芮陶庵、時任澳洲珀斯教育司戚陵、前清華大學社會學系教授傅尚霖以及中國駐希臘大使杭立武等前來參觀。開校的部份教師來自旺角德明中學及對外招聘，當中不少為基督徒。另外，為了吸引更多學生入讀，香港基教書院設立保送優異學生、即預科畢業生到美國、台灣、菲律賓等地升讀大學的制度。1968年，該校首次派出學生參加香港中學會考。後來在1969年11月18日獲港英政府承認為非牟利學校。全校學生數目往後一度遞增至超過三千餘人。
未幾於1970年，學校因辦學表現理想而獲美國亞洲基金會、加拿大海外圖書中心以及澳洲林氏兄弟公司捐贈一萬一千零六百冊圖書。1979年更與美國肯塔基州 Southeast Kentucky Community and Technical College 達成協議，合辦兩年初級文理科大學課程。此前曾在1976年擬定與美國馬里蘭大學在香港開設公開大學。1980年9月也開辦了夜中學。然而隨著港英政府實施九年免費教育政策，以致像香港基教書院此類私立學校難以持續營辦幼稚園至中學三個學部，校方因此決定於1981年9月起停辦幼稚園和小學部。在公布決定後不久即通過校董會決議，應家長要求續辦小學部下午校二年級至六年級數年。自從小學部於1980年代中停辦，學校仍繼續發展。不過到了1989年因為基教書院校址的業主認為買位學校政策規限了該校的發展前景，加上盈利減少和當時香港的酒店業蓬勃起來，最終令校方不再辦學，校址交由地產商改建為酒店。餘下的學生在學校停辦後被安排轉到地利亞修女紀念學校完成學業。

## 著名教師
- 雷禮義：已故香港國際排球裁判及體育評述員（任教體育科六年；1975年至1981年）[註 4]
- 孟光龍：前南華男子排球隊成員（排球隊教練）
- 李健達：香港男歌手（任教中四至中五英文科九個月）

## 著名/傑出校友
演藝界
- 呂方（1983年中五）：香港男歌手
- 黄翊（1985年中五）：香港男歌手[註 5]
- 黃家強（1983年中七）：香港男歌手、男子組合Beyond成員[39][註 6]
- 蔡少芬（1989年中三）：香港女演員
- 翁靜晶（幼稚園至小一）：前香港女演員
- 駱達華（初中）：香港男演員[40]
- 安德尊（初中）：香港男藝人
- 陳可辛（小學部）：香港電影導演
- 苑瓊丹（小學部）：香港女演員
- 蔡慧敏（中學部）：前無綫電視女演員
- 景黛音（中學部）：前香港女演員
- 楊羚（中學部）：香港女演員[註 7]
- 陶大宇（幼稚園至1982年中五）：香港男演員[41][42]
- 蔣志光（小學部）：香港男演員

體育界
- 徐嘉樂（小學部至1976年中五）：香港體育評述員、前香港籃球、排球及手球代表隊成員[註 8]
- 彭錦全：前香港足球運動員

商界及教育界
- 唐偉章，BBS，JP（1971年中五）：前香港理工大學校長[43]
- 姚君偉[44]（1989年中五）：米蘭站創辦人、前執行董事兼董事總經理（2010年至2017年）

其他界別
- 吳惠祖（1970年中五）：前屯門區議員（1985年至1994年）及前香港民主同盟新界西支部主席[45]